# (8703) Nakanotadao
(8703) Nakanotadao (1993 XP1) – planetoida z pasa głównego asteroid okrążająca Słońce w ciągu 3,55 lat w średniej odległości 2,33 au. Odkryta 15 grudnia 1993 roku.